# Volksbuch

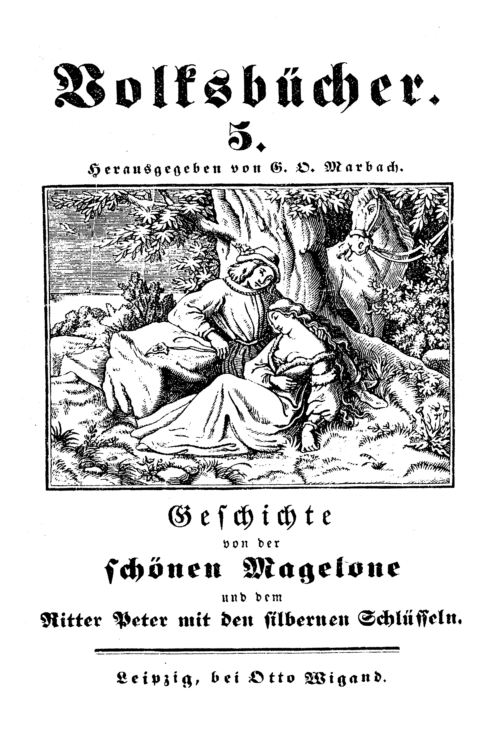
Història de la bella Magelone i del cavaller Peter amb les claus de plata. Volksbücher, 5. Escrit per G. O. Marbach (Leipzig: Wigand, 1838-1849).

Volksbuch (en alemany: llibre del poble) és un terme encunyat per Joseph Görres i Johann Gottfried Herder a finals del segle xviii, el títol del qual, es deu al seu contingut de Literatura popular. Normalment, aquests llibres populars estaven escrits en prosa i ambientats en l'edat mitjana.